# VAX2
VAX2 (англ. Ventral anterior homeobox 2) – білок, який кодується однойменним геном, розташованим у людей на 2-й хромосомі. Довжина поліпептидного ланцюга білка становить 290 амінокислот, а молекулярна маса — 30 874.
| 10         |  | 20         |  | 30         |  | 40         |  | 50         |
| ---------- |  | ---------- |  | ---------- |  | ---------- |  | ---------- |
| MGDGGAERDR |  | GPARRAESGG |  | GGGRCGDRSG |  | AGDLRADGGG |  | HSPTEVAGTS |
| ASSPAGSRES |  | GADSDGQPGP |  | GEADHCRRIL |  | VRDAKGTIRE |  | IVLPKGLDLD |
| RPKRTRTSFT |  | AEQLYRLEME |  | FQRCQYVVGR |  | ERTELARQLN |  | LSETQVKVWF |
| QNRRTKQKKD |  | QSRDLEKRAS |  | SSASEAFATS |  | NILRLLEQGR |  | LLSVPRAPSL |
| LALTPSLPGL |  | PASHRGTSLG |  | DPRNSSPRLN |  | PLSSASASPP |  | LPPPLPAVCF |
| SSAPLLDLPA |  | GYELGSSAFE |  | PYSWLERKVG |  | SASSCKKANT |  |            |

A: Аланін

C: Цистеїн

D: Аспарагінова кислота

E: Глутамінова кислота

F: Фенілаланін

G: Гліцин

H: Гістидин

I: Ізолейцин

K: Лізин

L: Лейцин

M: Метіонін

N: Аспарагін

P: Пролін

Q: Глутамін

R: Аргінін

S: Серин

T: Треонін

V: Валін

W: Триптофан

Кодований геном білок за функцією належить до білків розвитку. 
Задіяний у таких біологічних процесах, як транскрипція, регуляція транскрипції, сигнальний шлях Wnt. 
Білок має сайт для зв'язування з ДНК. 
Локалізований у ядрі.